# 에이미 와인하우스
에이미 제이드 와인하우스(영어: Amy Jade Winehouse, 1983년 9월 14일 ~ 2011년 7월 23일)는 영국의 알앤비, 소울, 재즈 싱어송라이터이다. 와인하우스가 2003년 발매한 첫 정규 음반 Frank는 영국에서 매우 큰 성공을 거둬 머큐리상 후보에 오르기도 했다. 2006년에는 두 번째 정규 음반 Back To Black을 발매했고, 그래미상의 5개 부문에서 수상을 했다. 이후 2011년 7월 23일 런던 캠던의 자택에서 약물 과다 복용으로 사망했다. 향년 27세로 27 클럽 중 한 명으로 꼽히기도 한다.

## 사생활 논란
2008년부터 마약 복용으로 인한 건강 악화로 병원에 실려가거나, 폭행 혐의로 체포되는 등 사생활 논란이 끊이지 않았다.

## 음반 목록
정규 음반
- Frank (2003년)
- Back to Black (2006년)

## 수상 경력
- 2007년 브릿 어워즈 여성 솔로 아티스트 부문 수상
- 2008년 제50회 그래미 올해의 노래상, 올해의 신인상, 여자 최우수공연상, 최우수 팝 보컬상, 올해의 레코드상
- 2008년 제53회 아이보 노벨로 어워드 최고 음악상
- 2009년 에코뮤직 어워즈 Best International Female Artist, Album of the Year